# 大原宿
大原宿（おおはらしゅく、おおはらじゅく）は、かつて美作国吉野郡大原（現在の岡山県美作市の大原地区）にあった因幡街道の宿場である。なお便宜上、当ページでは同宿場周辺の宿場町、およびその名残を残す現在の地域を含めて記述する。
旧宿場町地区の中心であった大原古町は岡山県の町並保存地区に指定されている。

## 概要
大原古町は、鳥取県と兵庫県の県境に近い岡山県北東部の山間、鎌倉時代末期の後醍醐天皇の都上り、江戸時代は参勤交代の道であった因幡街道の中程に位置する宿場町として、古くから栄えた。
平福宿や智頭宿と同様に街路の両端に水量豊かな水路があり、また江戸時代築の「本陣」や「脇本陣」のほか重厚な屋敷群が現存して、旧街道の風情を色濃く遺している。
1994年、智頭急行の開通とともに初めて鉄道駅が設置された。

## 宿場および大原古町の主な建築物、名所
- 大原宿本陣（有元家） - 約200年前の建築。桁行七間半に梁間五間半の外構、御成門（木羽葺の二脚門）と御殿（桁行四間に梁間四間半、屋根は木羽葺入母屋造・数奇屋造）、廻遊式日本庭園が現存
- 大原宿脇本陣（涌本家） -  長屋門と土塀と廻遊式日本庭園が現存。
- 田中酒造 -  赤瓦葺、なまこ壁、袖壁（火返し）のある屋敷
- 大原宿ふれあい広場 - 庭園式休憩所

## 大原古町周辺の主な建築物、名所
- 武蔵の里（宮本武蔵生誕伝承地の周辺エリアの名称）
  - 五輪坊 - 武蔵資料館、武蔵道場
  - 武蔵武道館
  - 平尾家 -  宿場内最大の茅葺き屋根の建物。武蔵の姉おぎんの嫁ぎ先とされる。樹齢数百年の栗の巨木あり
  - 讃甘神社
  - 武蔵神社 -  宮本武蔵を祀る神社
  - 宮本武蔵の墓 -  熊本から分骨されたといわれ、両親であるとされる平田無二斉夫婦の墓と並んで祀られる。
  - 武蔵生誕地記念碑
  - 恵龍山大聖寺 - 武蔵とお通の像あり

## 交通アクセス
- 智頭急行智頭線 大原駅 徒歩5分
- 鳥取自動車道
  - 大原インターチェンジ 約5分
  - 西粟倉インターチェンジ 約11分
- 国道373号
- 国道429号

## ギャラリー

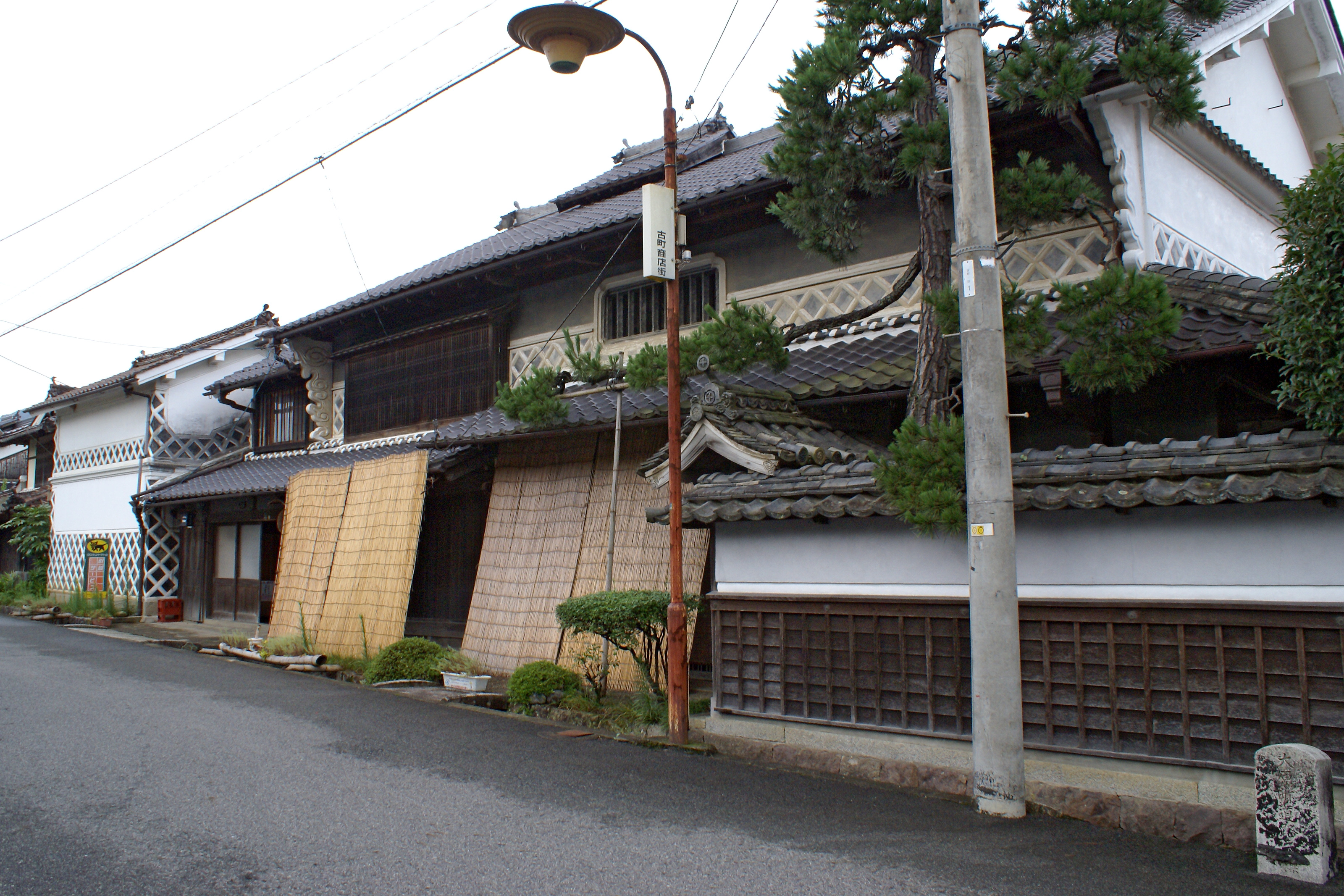
田中酒造
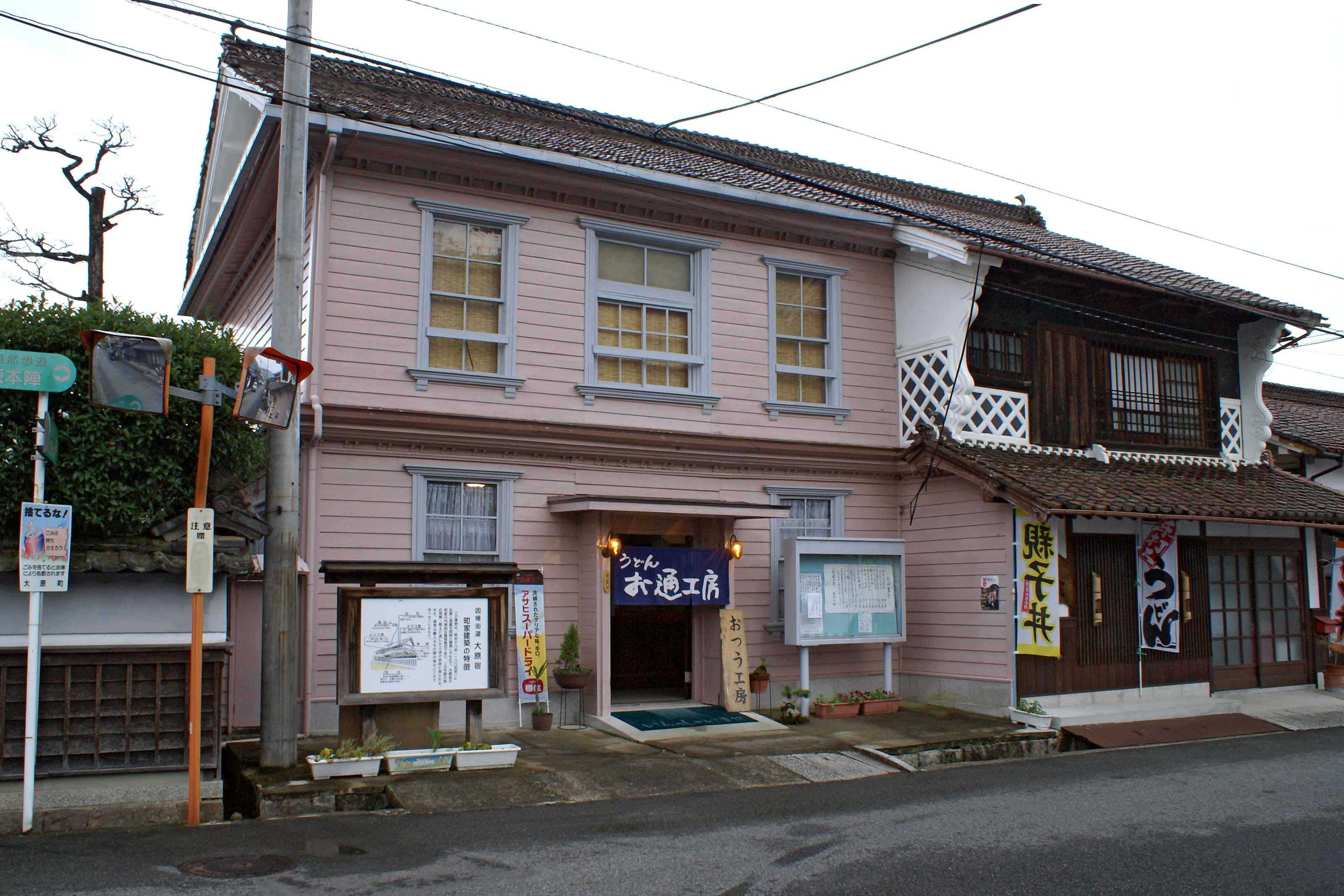
お通工房（旧中国銀行大原支店）
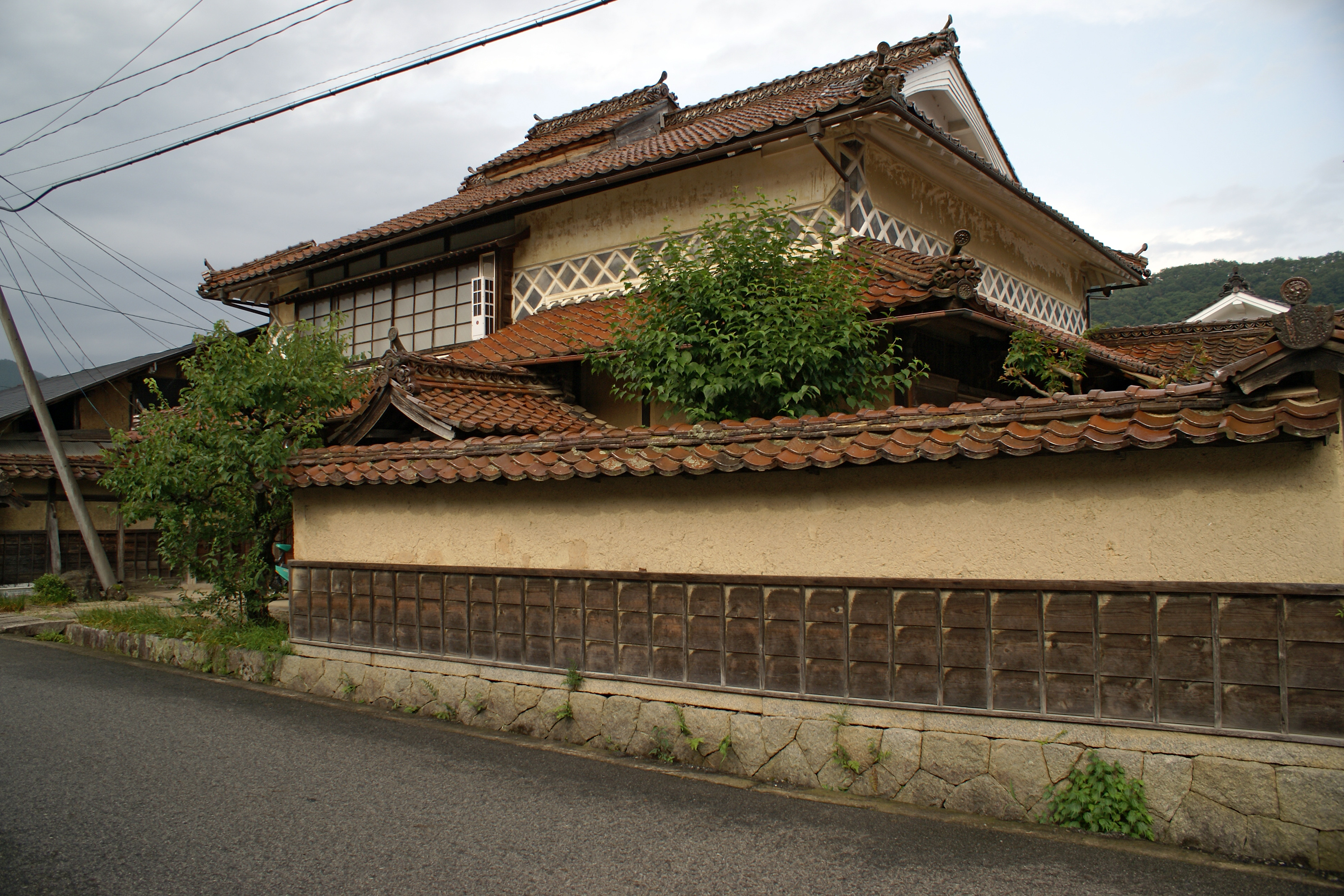
山陰文化の影響で赤瓦の町家が散見される
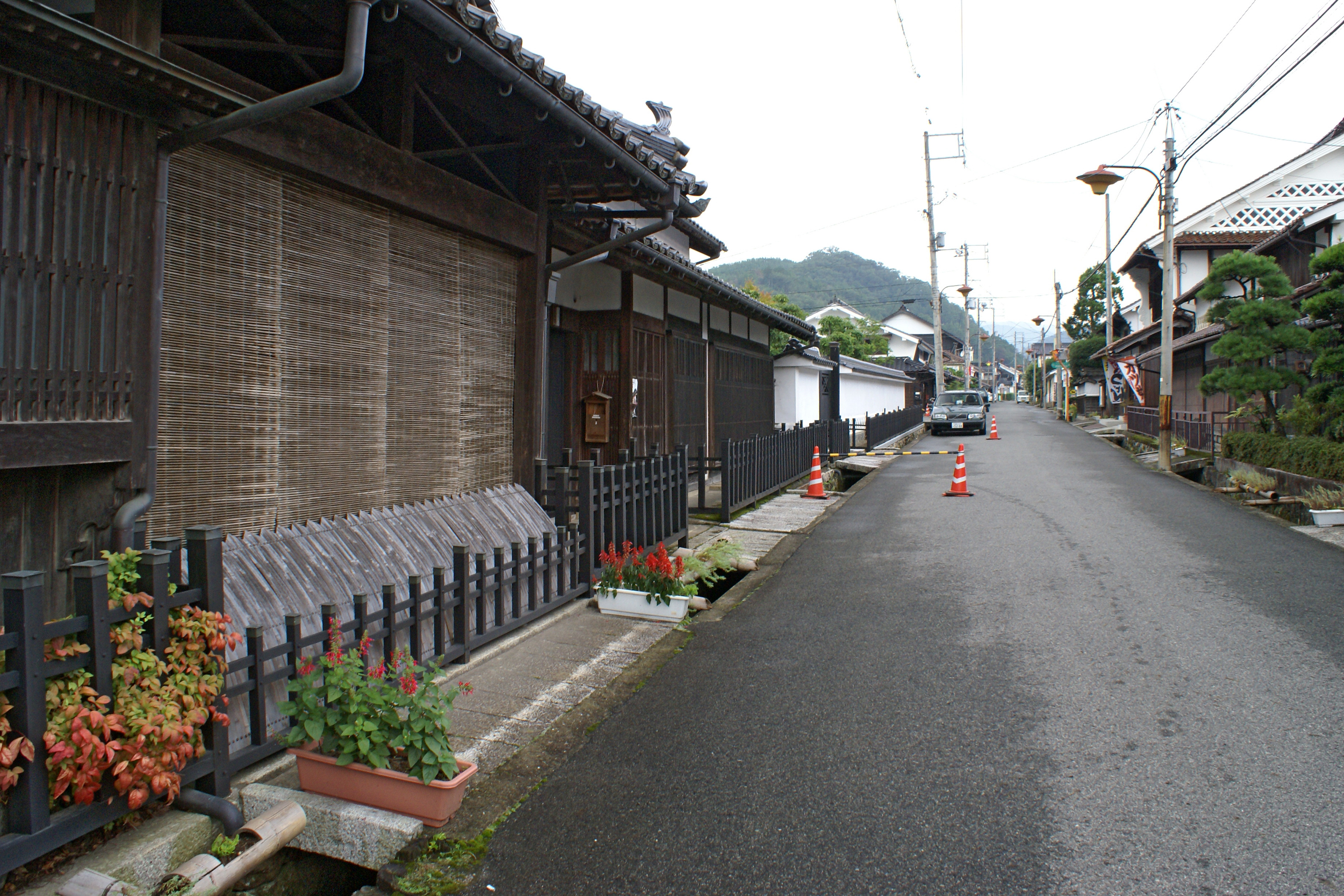
街角風景